# Martín Rejtman
Martín Rejtman (Buenos Aires, 3 gennaio 1961) è un regista e sceneggiatore argentino.

## Filmografia parziale
- Just a movie (1982) (cortometraggio)
- Doli vuelve a casa (1986) (cortometraggio)
- Sitting on a suitcase (1987) (cortometraggio)
- Sistema español (1988)
- Rapado (1992)
- Silvia Prieto (1999)
- Los guantes mágicos (2003)
- Copacabana (2006) (documentario)
- Entrenamiento elemental para actores (2009) co-regia con Federico León
- Dos disparos (2014)
- Shakti (2019) (cortometraggio)
- El repartidor está en camino (2020)